# Acidente do Boeing 707 da Saha Airlines
Em 14 de janeiro de 2019, um Boeing 707 operado pela Saha Airlines caiu na Base Aérea de Fath, no Irã. Quinze das dezesseis pessoas a bordo foram mortas.

## Aeronave
A aeronave de acidente era um Boeing 707-3J9C, c/n 21128, registro EP-CPP. A aeronave era de propriedade da Força Aérea da República Islâmica do Irã e havia sido arrendada à Saha Airlines. A aeronave tinha mais de 40 anos e voou pela primeira vez em 19 de novembro de 1976, quando foi entregue naquele mês à Força Aérea Iraniana Imperial como 5-8312. O avião havia sido transferido para a Saha Airlines em 27 de fevereiro de 2000 e foi novamente registrado como EP-SHK. Foi substancialmente danificado por uma falha de motor não contido em 3 de agosto de 2009, durante um voo do Aeroporto Internacional de Ahvaz para o Aeroporto Internacional de Mehrabad, em Teerã. Um pouso de emergência foi feito em Ahvaz; a aeronave foi posteriormente reparada. Ele foi devolvido à IRIAF em dezembro de 2015 e retornou à Saha Airlines em maio de 2016, registrado como EP-CPP.

## Acidente
A aeronave estava em um voo de carga internacional que transportava carne do Aeroporto Internacional de Manas, Bishkek, no Quirguistão, para o Aeroporto Internacional de Payam, em Karaj, no Irã. Foi relatado que a aeronave fez um pouso de emergência às 8:30 da manhã, hora local, na Base Aérea de Fath, com algumas fontes sugerindo que a aeronave pousou lá por conta de um erro. Condições meteorológicas ruins foram relatadas. A aeronave invadiu a pista, colidiu contra uma parede e parou depois de bater em uma casa no bairro de Farrokhabad, no condado de Fardis, na província de Alborz. Um incêndio ocorreu após a queda. Os primeiros relatórios indicam que o número de pessoas a bordo era de dezesseis ou dezessete, dos quais apenas um sobreviveu. O sobrevivente, engenheiro de voo da aeronave, foi levado ao Hospital Shariati em estado crítico. Ninguém no chão ficou ferido.

## Investigação
Uma investigação foi aberta para o acidente. O gravador de voz do cockpit foi recuperado dos destroços.